# John Charles Cutler
John Charles Cutler (Cleveland, 29 de junio de 1915 - Pittsburgh, 8 de febrero de 2003) fue un médico y cirujano estadounidense que trabajó para el Servicio de Salud Pública de los Estados Unidos entre 1942 y 1967. Es conocido por haber dirigido investigaciones sobre infecciones de transmisión sexual, que incluyeron el experimento Tuskegee, en Estados Unidos, en el que trató con placebos a hombres afroamericanos enfermos de sífilis, sin informarlos de la naturaleza del experimento y negándoles con engaños el tratamiento médico, para poder observar la evolución de la enfermedad durante cuarenta años. Esas investigaciones también incluyeron los experimentos sobre sífilis en Guatemala, en los que inoculó sífilis, gonorrea y chancroide, con y sin consentimiento, a trabajadoras sexuales, soldados, pacientes psiquiátricos y leprosos, para poder observar controladamente el desarrollo de dichas enfermedades en el cuerpo humano, y el efecto que los medicamentos específicos tenían sobre las mismas, con el objetivo general de encontrar una profilaxis más efectiva para tratar las enfermedades de transmisión sexual. 

## ElMengeleestadounidense
Como director del programa de enfermedades venéreas, del Servicio de Salud Pública de los Estados Unidos, el doctor Cutler realizó una serie de controvertidos experimentos médicos. Los más conocidos son:
- Los experimentos sobre sífilis en Guatemala (1946-1948) ―se inoculó sífilis, gonorrea y chancroide a unas 1300 personas, entre hombres y mujeres―; y
- El experimento Tuskegee (1932-1972) ―durante cuarenta años se mantuvo engañados a 400 hombres afroamericanos residentes del Condado de Macon, Alabama, en el sur de Estados Unidos, que ya estaban enfermos de sífilis, proveyéndoles placebos en lugar de un tratamiento médico efectivo―.[2]

## Legado
En 2010, el presidente estadounidense Barack Obama encargó a la Comisión Presidencial para el Estudio de Asuntos de Bioética que investigara lo sucedido entre 1946 y 1948 en Guatemala. La comisión llegó a la conclusión de que Cutler y los demás investigadores sabían que estaban violando las normas de la ética médica:

Hubo un esfuerzo claro y deliberado de engañar a los sujetos de los experimentos, a la comunidad científica y a la comunidad en general.

La comisión encontró que John Cutler había expuesto a más de 1300 personas a enfermedades de transmisión sexual, mediante contacto directo con personas infectadas o por inoculación, pero que dio tratamiento solamente a 700 personas, dejando a su suerte al resto, lo que resultó en la muerte de 83 personas.